# پائولین کرامر
پائولین کرامر (انگلیسی: Pauline Crammer؛ زادهٔ ۱۴ فوریهٔ ۱۹۹۱) بازیکن فوتبال اهل فرانسه است.
وی همچنین در تیم‌های ملی فوتبال France women's national under-17 football team, France women's national under-19 football team, France women's national under-20 football team، و زنان فرانسه بازی کرده‌است.